# Mogens Krag (1625-1676)
 Der er flere personer med dette navn, se Mogens Krag.
Mogens Krag (født 24. december 1625 i Viborg, død 8. august 1676) var en dansk officer, bror til Kjeld Krag og far til Mogens Krag, Arent Krag og Dorothea Krag.
Han var søn af rigsråden Niels Krag (1574-1650) og Jytte Styggesdatter Banner Høeg (1589-11. juli 1659 Nyborg, Svendborg) og var 1650 hofjunker hos Frederik III og 1657 oberstløjtnant og næstkommanderende i oberst Kjeld Langes regiment, der hørte til Anders Billes hær. Om Krags forhold i dette ulykkelige felttog, i hvilket han tillige med sin chef faldt i fangenskab, hvorfra han udløstes ved Roskildefreden 1658, vides der intet. Desto mere bemærket gjorde han sig, da krigen brød ud på ny, og hans navn vil stedse være knyttet til den mindeværdige kreds af tapre og uforsagte mænd, der førte an under Københavns belejring, og hvem landet i første række skylder sin eksistens. Han fik straks ved Carl Gustavs ankomst for Københavns porte med titel af oberst kommandoen over håndværkssvendene og blev tillige næstkommanderende under Kjeld Lange over studenterne ifølge disses ønske, da de to adelsmænd "bedst kjendte de danske Studenters Humør". Da Lange kort efter faldt, blev Krag chef for det nu af købmandssvendene, håndværkssvendene og studenterne sammensatte korps, i hvilket senere tillige hoffets betjente indlemmedes. Krag deltog i Gyldenløves berømte udfald 23. august og ledede selv 5. september et stort udfald imellem Vester- og Nørreport. Natten mellem 10. og 11. februar 1659 førte han overbefalingen over de tropper, der var opstillede på Slotsholmen indbefattet løngangen, voldfrontens venstre fløj, imod hvilken de svenske generaler Wilhelm Wawassor og Fabian von Fersen rettede det første, voldsomme stormangreb. Senere på året blev Krag sendt til Jylland for at hverve et regiment og tillige overtage kommandoen over Frederiksodde. Ved fredslutningen 1660 kom han dog med sit regiment til København, hvor han deltog i rigsdagen samme år. 1666 blev han chef for det nyformerede fynske regiment fodfolk.
Krag, der var ejer af herregården Kås, ægtede første gang 29. juli 1660 Dorthe Jørgensdatter Rosenkrantz (død 18. oktober 1667) og anden gang 18. november 1668 Helvig Arentsdatter von der Kuhla (død 1676). Han døde 8. august 1676. Hans søstersøn var Frands Juul til Stårupgård og Frøstrup Hovedgård (ca. 1647-1732 Neuenburg, Oldenburg), som 1690 i Frankrig oprettede regimentet Youl-Danois, med hvilket han indtil 1692 deltog i krigen mod Spanien, hvorpå regimentet under navn af Royal Danois overdroges til Christian Gyldenløve, hvis regimentskommandør han blev. Og i 1701 giftet Gyldenløve sig med Krags datter Dorothea Krag.